# Дангаринский район (Узбекистан)
Дангаринский район (тума́н; узб. Dangʻara tumani / Данғара тумани) — район в Ферганской области Узбекистана. Административный центр — городской посёлок Дангара.

## История
Район был образован 10 февраля 1939 года под названием Фрунзенский район. В 1938 году вошёл в состав Ферганской области. В 1963 году упразднён, восстановлен в 1970 году. 8 мая 1992 года переименован в Дангаринский район.

## Административно- территориальное деление
По состоянию на 1 января 2011 года в состав района входят:
- 9 городских посёлков:

1. Дангара,
2. Доимабад,
3. Катта Ганжиравон,
4. Катта Турк,
5. Кум Кияли,
6. Топтиксарай,
7. Тумор,
8. Юкори Урганжи,
9. Янги Замон.

- 8 сельских сходов граждан:

1. Акджар,
2. Кияли,
3. Мулкабад,
4. Найманча,
5. Санам,
6. Сохил,
7. Тайпак,
8. Чинабад.